# Friedhofskapelle (Solingen-Höhscheid)

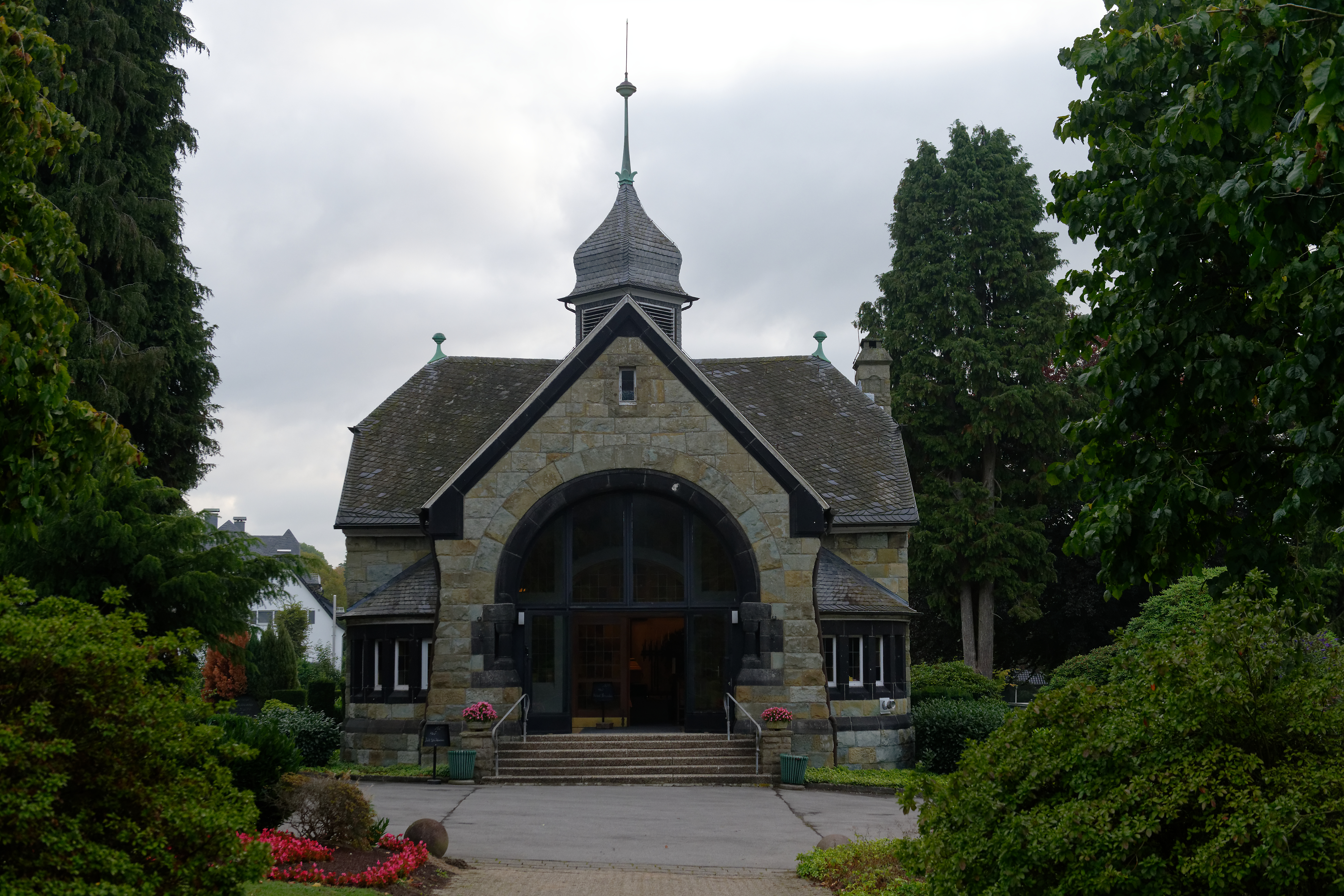
Die Friedhofskapelle 2019

Die evangelische Friedhofskapelle in Solingen-Höhscheid wurde nach den Plänen des Elberfelder Architekten Arno Eugen Fritsche erbaut. Sie befindet sich zentral auf dem 5,30 ha großen Friedhof Grünbaumstraße im Südosten der Solinger Innenstadt, dem evangelischen Friedhof der ehemaligen Gemeinde Dorp neben der Dorper Kirche, und bietet Sitzplätze für etwa 80 Gäste.
Das Gebäude wurde auf dem seit 1881 belegten Friedhof im Jahre 1903 im neuromanischen Stil errichtet. Es handelt sich um einen Zentralbau auf dem Grundriss eines griechischen Kreuzes, der stilistisch an die zwei Jahre zuvor erbaute Lutherkirche angelehnt wurde. Die Kapelle verfügt über Rundbögen an allen Seiten, in den Seitenschiffen wurden zudem runde Fenster eingearbeitet. Im Jahre 1956 wurden ein Windfang und eine Freitreppe am Eingang hinzugefügt. Seit dem 17. November 1994 ist sie aus architekturgeschichtlichen Gründen unter der laufenden Nummer 947 in die Denkmalliste der Stadt Solingen eingetragen. Sie gilt als typisches Friedhofsbauwerk für das Ende des 19. Jahrhunderts, das die „Funktionen von Kirche und Aufbahrungsort für die Verstorbenen in einem Gebäude vereint.“ Ihr Architekt Fritsche hat zudem zu Beginn des 20. Jahrhunderts mehrmals in Solingen an namhaften Bauwerken mitgewirkt oder diese selbst entworfen.
Anfang 2022 wurde der Bauzustand aufgrund witterungsbedingter Schäden als ungenügend bewertet, so dass die Kapelle nicht mehr genutzt werden konnte. Es wurde ein Sanierungsplan erstellt und 200.000 Euro durch die zuständigen Kirchengemeinden (Kirchengemeinde Dorp, Lutherkirchengemeinde und Stadtkirchengemeinde) dafür beschlossen. Außerdem gab es einen Aufruf zu Spenden für die Sanierung der Kapelle. Im Zuge der Sanierungsarbeiten wird die Kapelle auch einen barrierefreien Zugang erhalten.

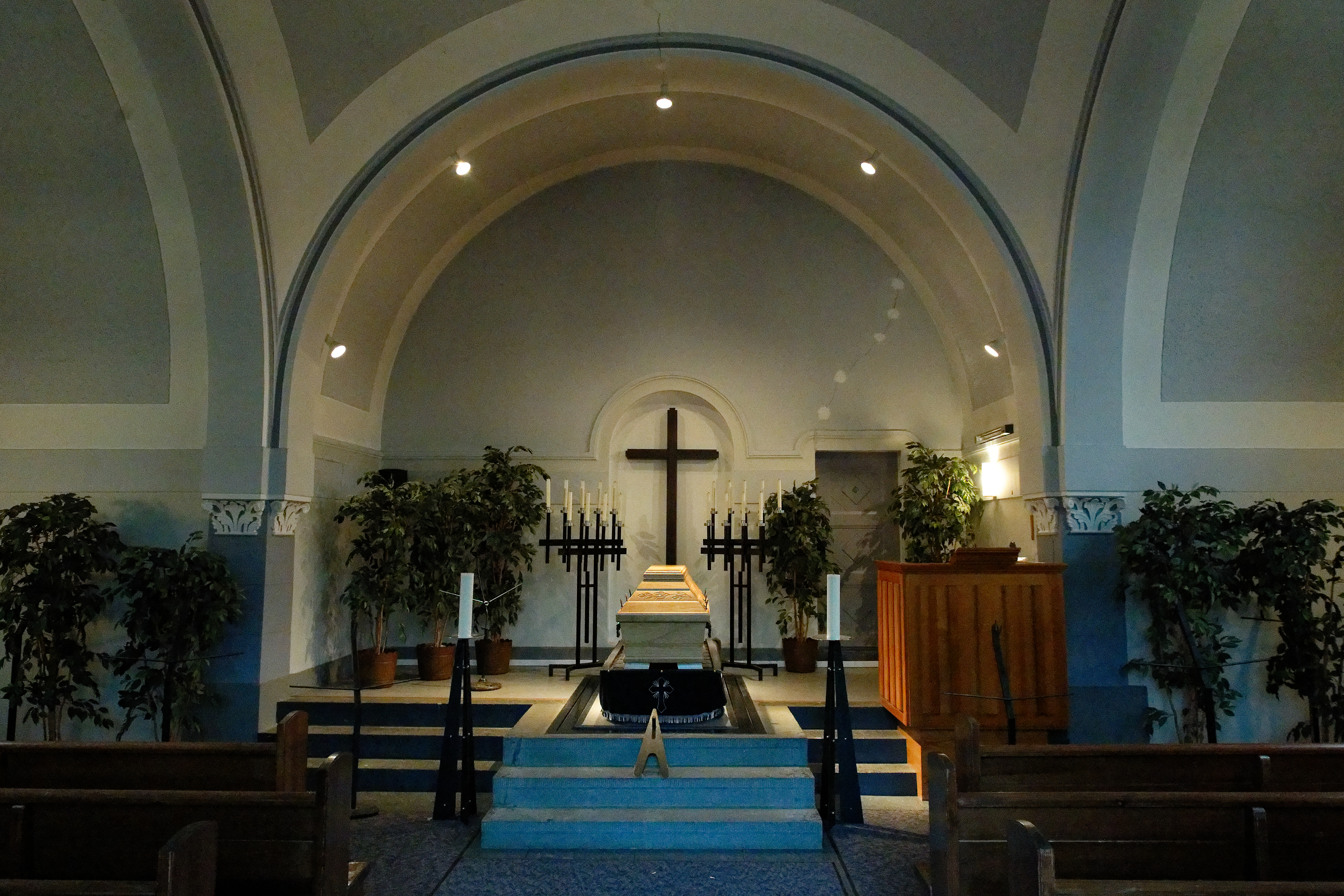
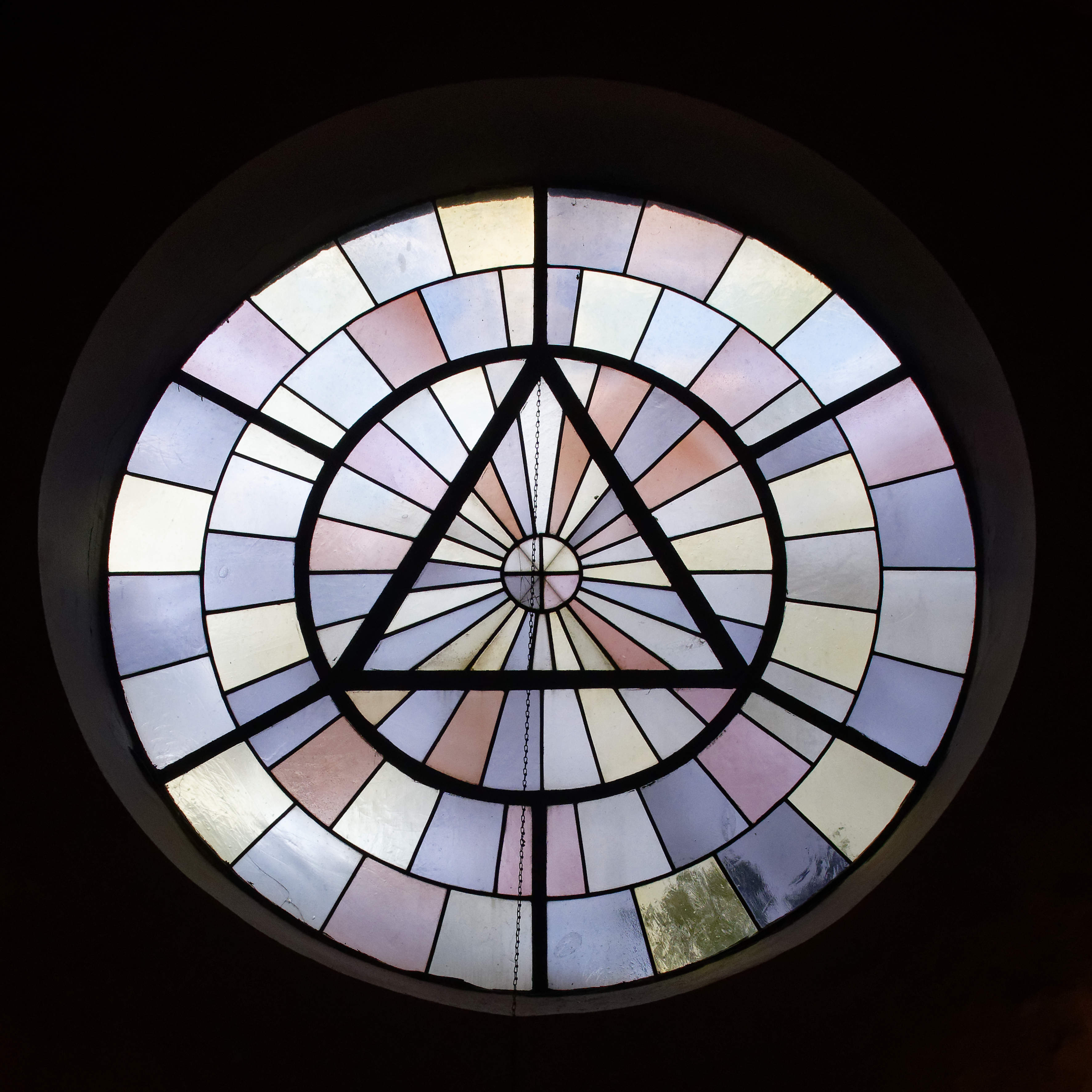
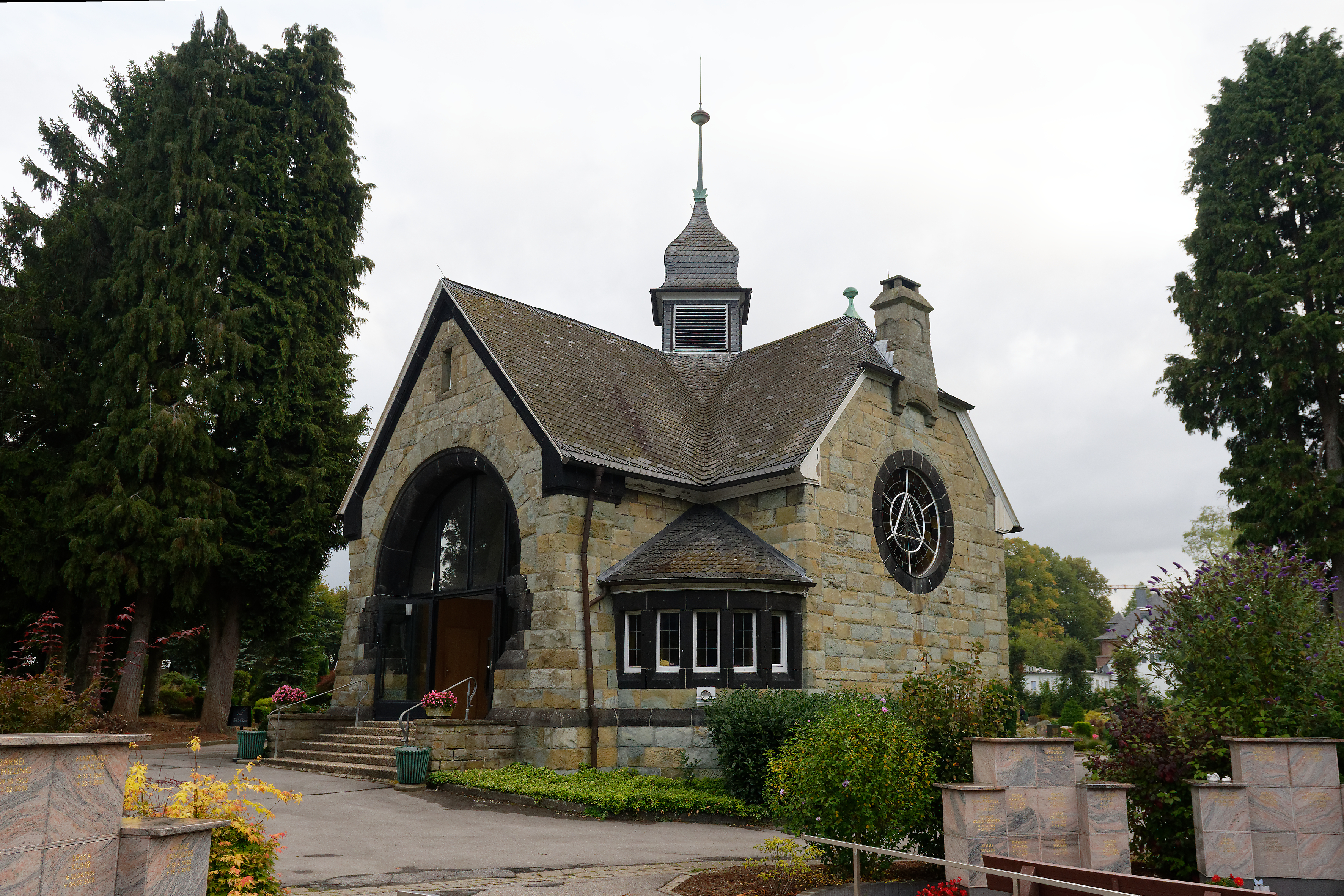